# Palazzo Filippo d'Angiò

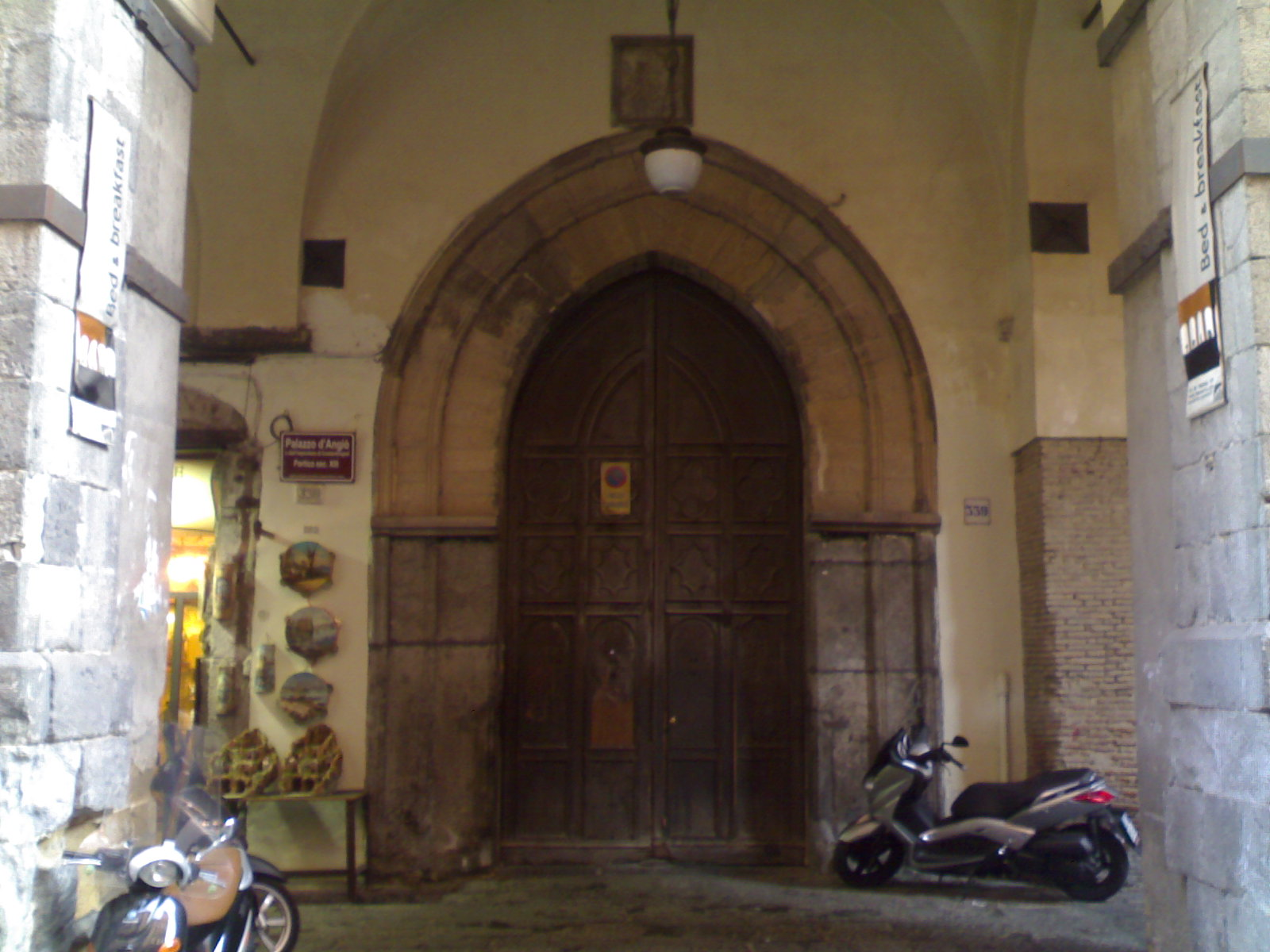
Portale del palazzo

Il palazzo Filippo d'Angiò oppure anche dell'Imperatore di Costantinopoli e successivamente palazzo Cicinelli è un palazzo nobiliare ubicato nel quartiere San Lorenzo in Napoli.

## Descrizione
Fu eretto in forme gotiche come abitazione di Filippo I d'Angiò, principe di Taranto e imperatore di Costantinopoli; egli accorpò ed in parte ricostruì più corpi di fabbrica preesistenti con la creazione di una serie di portici gotici.
In seguito l'immobile passò alla famiglia Cicinelli, Principi di Tursi, che lo restaurarono dotando i portici di arcate a tutto sesto e ridecorandolo in chiave barocca, come peraltro si nota dalle finestre. I portici del palazzo durante il regno di Alfonso d'Aragona ospitarono la nascente Accademia Pontaniana, chiamata Porticus Antonianus, in quanto le riunioni erano presiedute da Antonio Beccadelli detto il Panormita. Alla morte del Beccadelli divenne presidente dell’Accademia Giovanni Pontano e l’Accademia prese poi il nome di Pontaniana. 
Dell'antico complesso, rimangono superstiti la struttura del porticato e il portone centrale dell'età del principato; sulla sinistra, in alto, è presente un affresco del Trecento raffigurante la Vergine Maria. Nel cortile è collocato un bassorilievo marmoreo con lo stemma di famiglia (un'anatra e tre gigli). 
Oggi sotto i portici si svolge un mercato rionale; il palazzo è in condizioni degradate, infatti i pilastri in piperno sono sostenuti da una gabbia di metallo, in quanto danneggiati dalle successive sovrastrutture barocche.